# Rhodesiella hainana
Rhodesiella hainana är en tvåvingeart som beskrevs av Yang 2002. Rhodesiella hainana ingår i släktet Rhodesiella och familjen fritflugor. Inga underarter finns listade i Catalogue of Life.